# Osazone
Als Osazone bezeichnet man die Phenylhydrazone von Zuckern. Anders als normale Hydrazone von Aldehyden oder Ketonen kann man Osazone aber nicht als echte Derivate des ursprünglichen Zuckers bezeichnen, weil sich im Laufe der Reaktion durch eine Redoxreaktion  die Struktur des  Zuckers am {\displaystyle C^{2}}-Atom verändert.  

## Geschichte
Emil Fischer entdeckte im Jahre 1874 bei Arbeiten über die Diazotierung von Anilin das Phenylhydrazin, es diente später zur Charakterisierung von Zuckern.

## Darstellung
Aldosen bilden mit drei Äquivalenten Phenylhydrazin zweifache Hydrazone am {\displaystyle C^{1}}- und {\displaystyle C^{2}}-Atom, sodass ein chirales Zentrum verschwindet und die Identifizierung der {\displaystyle C^{2}}-Epimere möglich wird. Die Bildung der Osazone ist wie folgt dargestellt:

Bildung eines Osazons durch Umsetzung eines Monosaccharids mit drei Molekülen Phenylhydrazin. Für Einzelheiten bitte den Text beachten.

Hierbei wird ein Monosaccharid (1, durch R abgekürzt), beispielsweise Glucose, mit Phenylhydrazin unter Wasserabspaltung zu einem Phenylhydrazon (2). Wird in der Reaktion weiteres Phenylhydrazin umgesetzt, dehydriert dieses die der Carbonylgruppe benachbarte Alkoholgruppe des Zuckers. Dabei entstehen Anilin und Ammoniak. Als Zwischenprodukt entsteht dabei ein Osonhydrazon (3). Schließlich reagiert ein drittes Molekül Phenylhydrazin mit der Carbonylgruppe, es entsteht ein Osazon (4a). Dieses ist durch eine intramolekulare Wasserstoffbrücke stabilisiert (4b).
Es ist nicht bekannt, warum sich ein Osazon nicht mit einem weiteren Molekül Phenylhydrazin umsetzen lässt. Bei Glucose würde dabei die Hydroxygruppe am C3-Atom infrage kommen.

## Eigenschaften
Osazone sind gelbe, leicht kristallisierende Substanzen. Nach Einwirken von starken Säuren bzw. durch Kochen in Benzaldehyd lässt sich aus einem Osazon ein Oson darstellen. Osone sind α-Ketoaldehyde.

## Chemische Bedeutung
Die Osazonbildung wird hauptsächlich zur Abtrennung und Charakterisierung bzw. Identifizierung von Zuckern über den Schmelzpunkt angewandt. Die {\displaystyle C^{2}}-Epimere Glucose und Mannose (beides Aldosen) sowie die Fructose (eine Ketose) ergeben bei der Umsetzung das gleiche Osazon.